# Camposanto monumental de Pisa

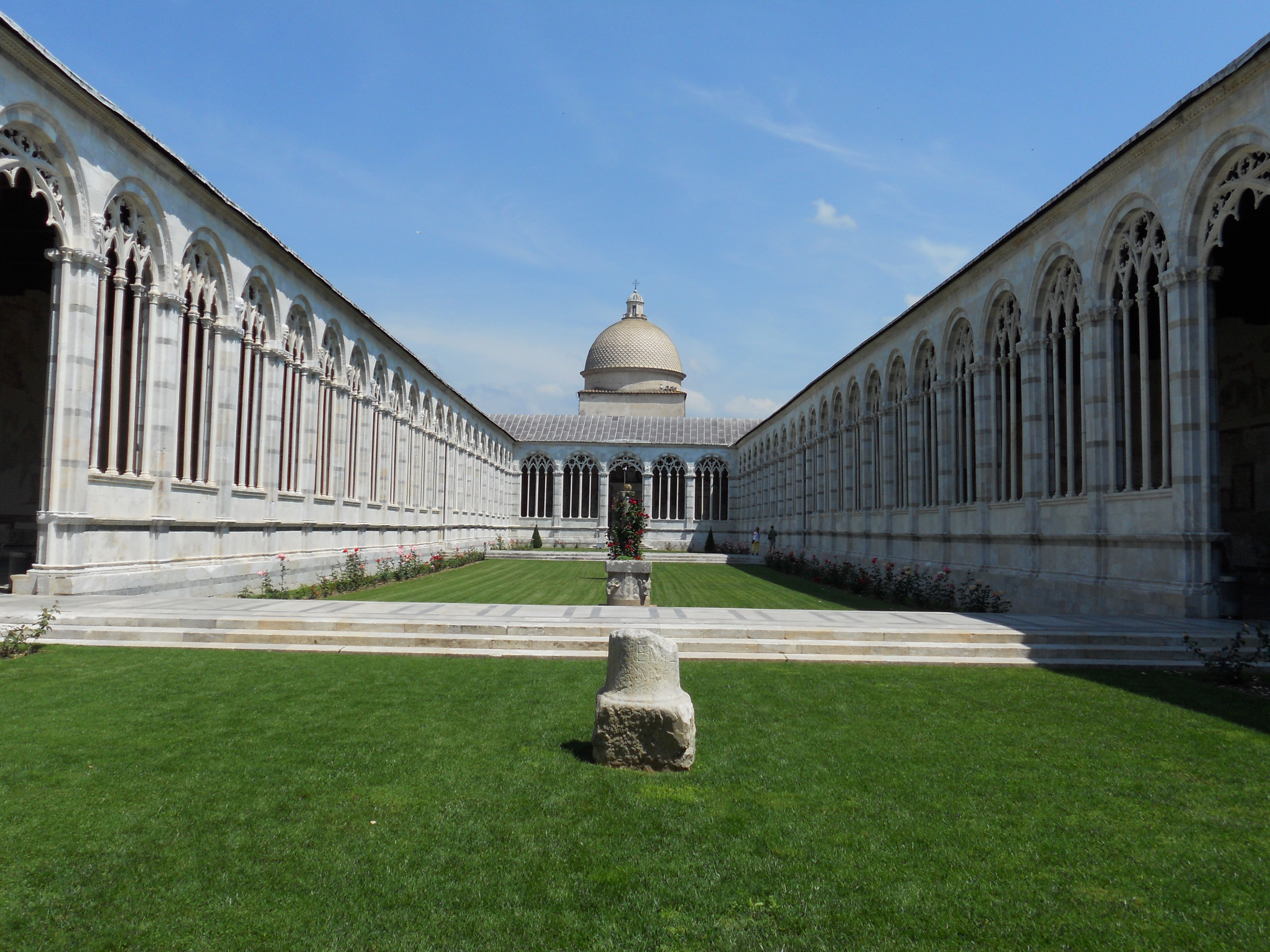
Interior del camposanto.

El Camposanto monumentale ("Cementerio monumental") es un edificio histórico en el lado norte de la Plaza de los Milagros o Plaza de la catedral en Pisa, Italia. En 1987, el conjunto patrimonial de la plaza fue declarado Patrimonio de la Humanidad por la Unesco.
Recibe el nombre de "Campo Santo" pues se cree que fue construido alrededor un cargamento de tierra sagrada traído desde Tierra Santa (Jerusalén), del Gólgota, durante la Cuarta Cruzada por Ubaldo de Lanfranchi, arzobispo de Pisa en el siglo XII. Una leyenda afirma que los cuerpos enterrados en dicho suelo se descomponían en sólo 24 horas.
De este lugar se deriva el uso de la palabra "camposanto" como sinónimo de "cementerio" en los países católicos.
La zona de enterramientos se encuentra sobre las ruinas del antiguo baptisterio de la iglesia de Santa Reparata, que en su día ocupaban los terrenos donde hoy se asienta actual catedral. 
El solar está delimitado por una larga hilera de arquerías ciegas que forman el muro meridional.
El adjetivo "monumental" lo diferencia del cementerio actualmente en uso en Pisa, que se creó con posterioridad. También se le llama Camposanto vecchio ("cementerio viejo").
Contiene 600 lápidas, muchas de ellas grecorromanas. Los muros de las galerías están cubiertos por admirables frescos realizados en la segunda mitad del siglo XIV y a lo largo del siglo XV por artistas como Benozzo Gozzoli, Taddeo Gaddi, Andrea de Bonaiuto y Antonio Veneziano.

## Historia
Esta construcción fue la cuarta y última que se erigió en la Piazza del Duomo y data de un siglo después de la llegada de la tierra del Gólgota.
La construcción toma forma de claustro, con forma rectangular, en estilo Gótico. Los trabajos comenzaron en 1278 por el arquitecto Giovanni di Simone, que murió en 1284, año en que Pisa sufrió la derrota en la Batalla naval de Meloria contra la República de Génova. El cementerio fue completado en 1464.
Parece ser que el edificio no fue construido para ser un cementerio, sino una iglesia con el título de La Santissima Trinità, pero el proyecto cambió durante la construcción. Se aprecia que lo primero en terminarse era el muro occidental (por lo que éste sería parte de la mencionada iglesia), mientras que el muro oriental fue lo último en construirse como cerramiento de la estructura.

## Construcción
El muro exterior está compuesto de 43 arcos ciegos entre dos puertas de entrada. La situada a la derecha está coronada por un elegante tabernáculo gótico con representación de la Virgen María con el Niño rodeada por cuatro santos. Fue realizado en la segunda mitad del siglo XIV por un discípulo de Giovanni Pisano. Ésta es la puerta de entrada original. La mayoría de tumbas están bajo las arcadas, aunque existen algunas en la tierra del centro del claustro. El patio central está rodeado de arcos de medio punto con elaborados parteluces y tracerías. 
El cementerio tiene tres capillas. La más antigua es la Capilla Ammannati (1360, que toma su nombre de la tumba de Ligo Ammannati, profesor de la Universidad de Pisa. En la Capilla Aulla existe un altar realizado por Giovanni della Robbia en 1518. También se conserva en esta capilla la lámpara original que Galileo Galilei vio, en su momento, dentro de la catedral, y que fue poco después sustituida por una mayor, que aún se encuentra en ella. La última capilla es la de Dal Pozzo, encargada construir por el arzobispo de Pisa Carlo Antonio Dal Pozzo en 1594;  tiene un altar dedicado a San Jerónimo y una pequeña cúpula.

## Sarcófagos

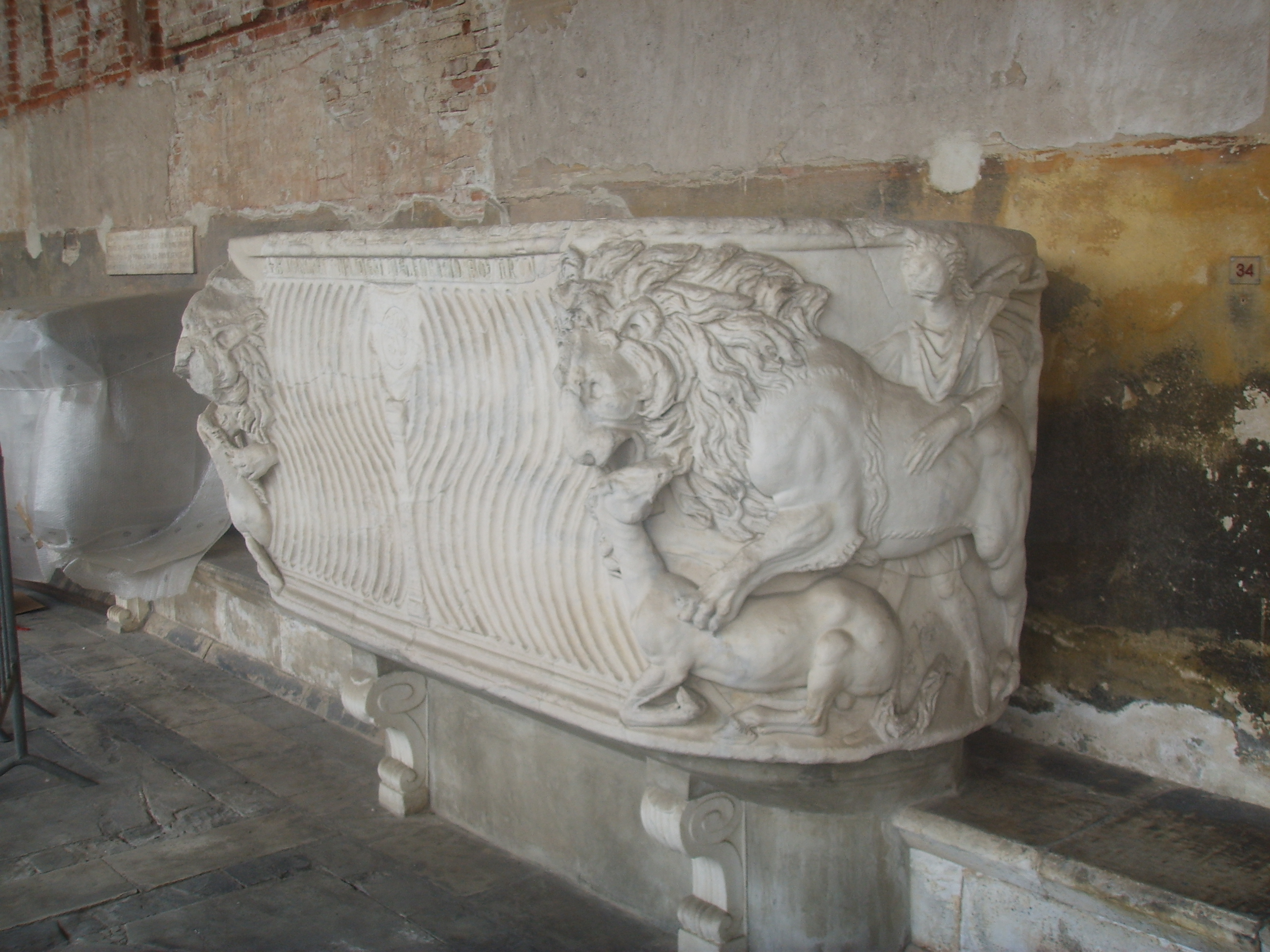
Sarcófago romano decorados con leones.

El Camposanto conserva una enorme colección de sarcófagos de época romana, aunque sólo se exponen 84 de ellos, junto a una colección de esculturas y urnas romanas y etruscas, en el museo de la sacristía. 
Los sarcophagi estaban inicialmente alrededor de la catedral, incluso unidos al propio edificio, hasta que se construyó el cementerio. Entonces fueron trasladándose allí. Carlo Lasinio, conservador del Campo Santo, reunió muchas otras reliquias que se encontraban desperdigadas en Pisa para hacer una especie de museo arqueológico dentro del cementerio. Actualmente se encuentran en las galerías cerca de los muros.

## Frescos
Los muros aparecen decorados con pinturas al fresco. El más antiguo fue realizado en 1360, mientras que el más reciente fue pintado hace tres siglos aproximadamente. 

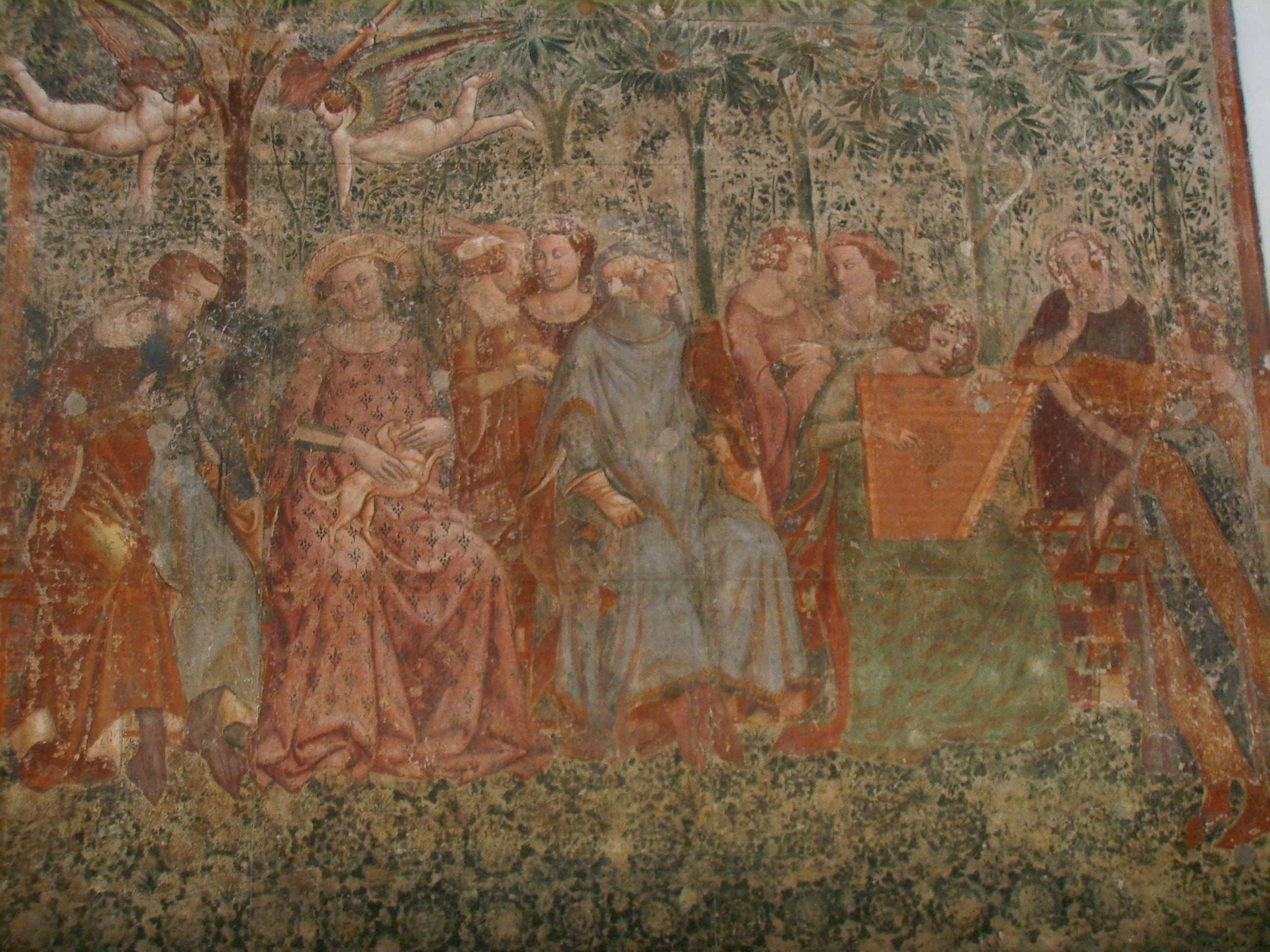
El Triunfo de la Muerte.

El más antiguo es la Crucifixión de Francesco Traini, en el lado suroeste del cementerio. De allí, siguiendo a la derecha, en el muro meridional, se encuentran El Juicio Final, El Infierno, El Triunfo de la Muerte y Anacoretas en Tebas, atribuidos a Buonamico Buffalmacco. El ciclo de frescos continúa con las Historias del Antiguo Testamento de Benozzo Gozzoli (siglo XV), que se encuentran situadas en la galería septentrional. En la arcada meridional se encuentran las Historias de los santos pisanos realizados por Andrea de Bonaiuto, Antonio Veneziano y Spinello Aretino (entre 1377 y 1391), y las Historias de Job, de Taddeo Gaddi (finales del siglo XIV). De la misma fecha, en la galería norte, son las Historias del Génesis pintadas por Piero di Puccio.
El 27 de julio de 1944, un fragmento de bomba de un ataque aéreo aliado comenzó un incendio, que debido a que los depósitos de agua se encontraban controlados, no pudo ser sofocado a tiempo. Destruyó las vigas de madera y derritió el plomo del tejado. Esto dañó severamente el interior del cementerio, acabando con muchas de las esculturas y sarcófagos y poniendo en riesgo los frescos. 
Después de la Segunda Guerra Mundial, comenzaron las obras de restauración. El tejado fue restaurado tan rápidamente como fue posible dándole su aspecto original. Los frescos fueron separados de los muros para su restauración y exposición en otro sitio. Cuando los frescos fueron trasladados, los dibujos preliminares, llamados sinopia también fueron trasladados. Se usaron las mismas técnicas que para los frescos y en la actualidad se encuentran en el Museo de las Sinopias, al otro lado de Campo de los Milagros. 
Los frescos ya restaurados fueron devueltos gradualmente a sus ubicaciones originales en el interior del cementerio, para dar la misma apariencia que tenía el Camposanto antes de la guerra.

## Galería de imágenes

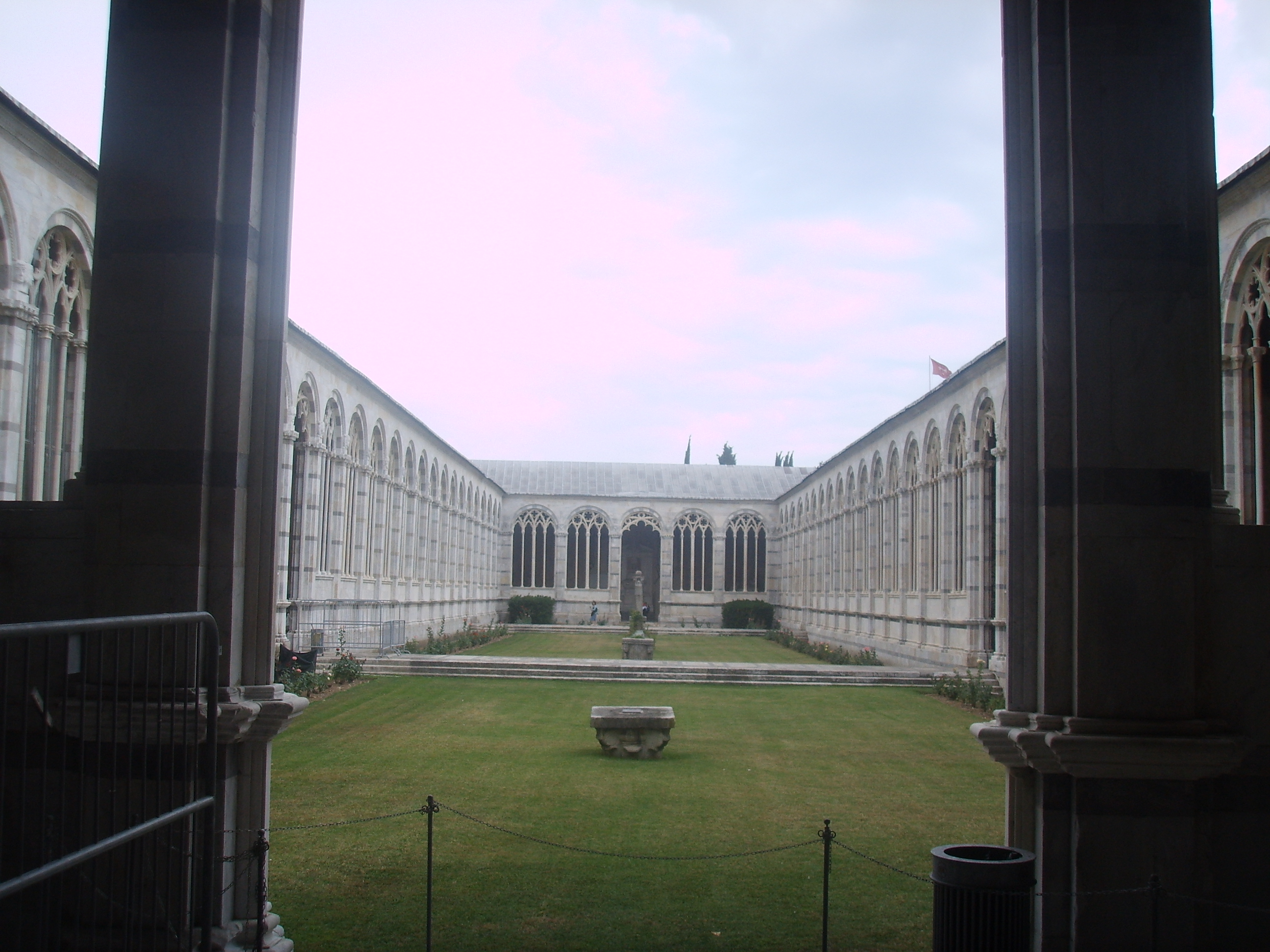
Il cortile
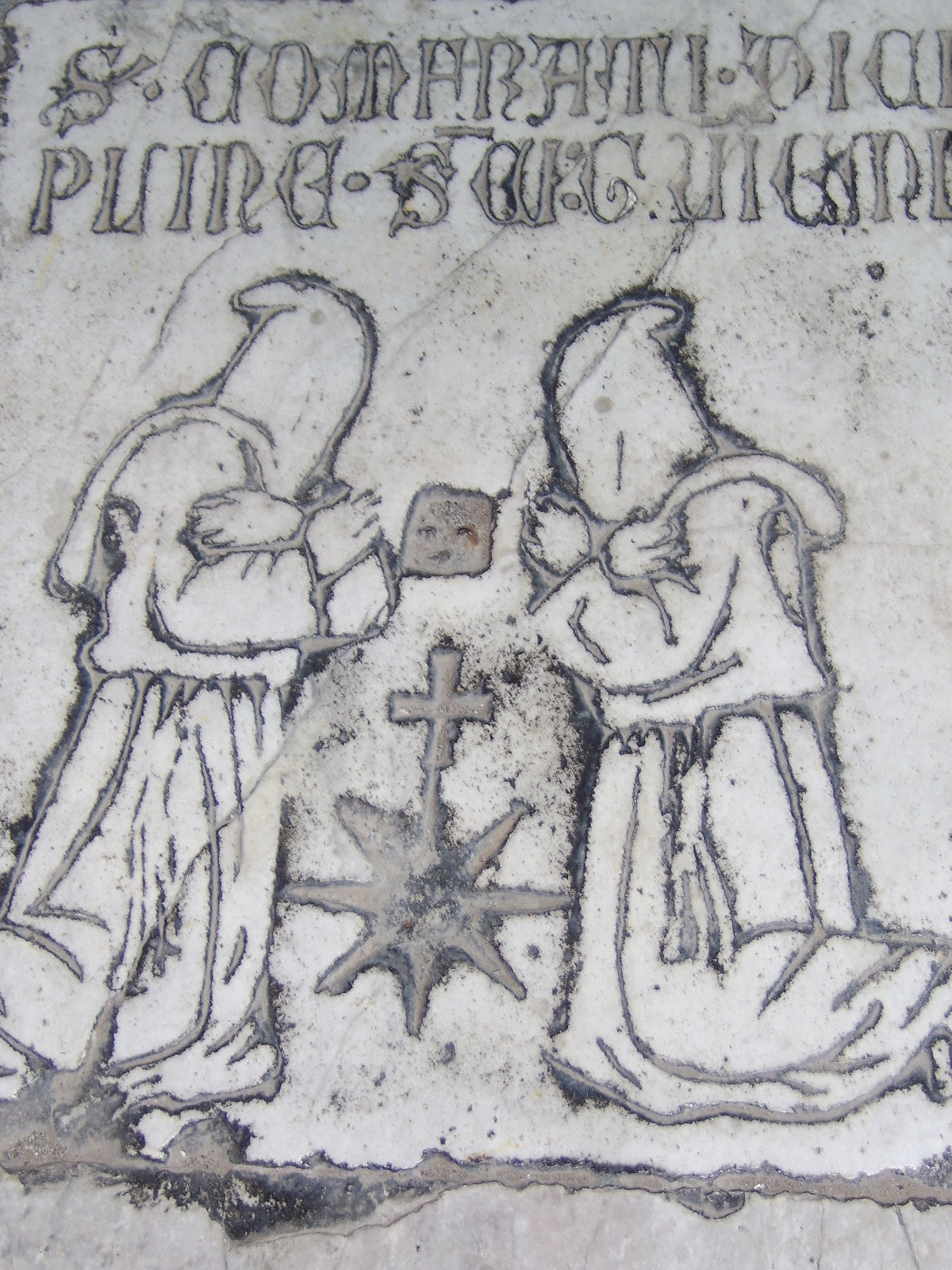
Detalle de una lápida en el pavimento.
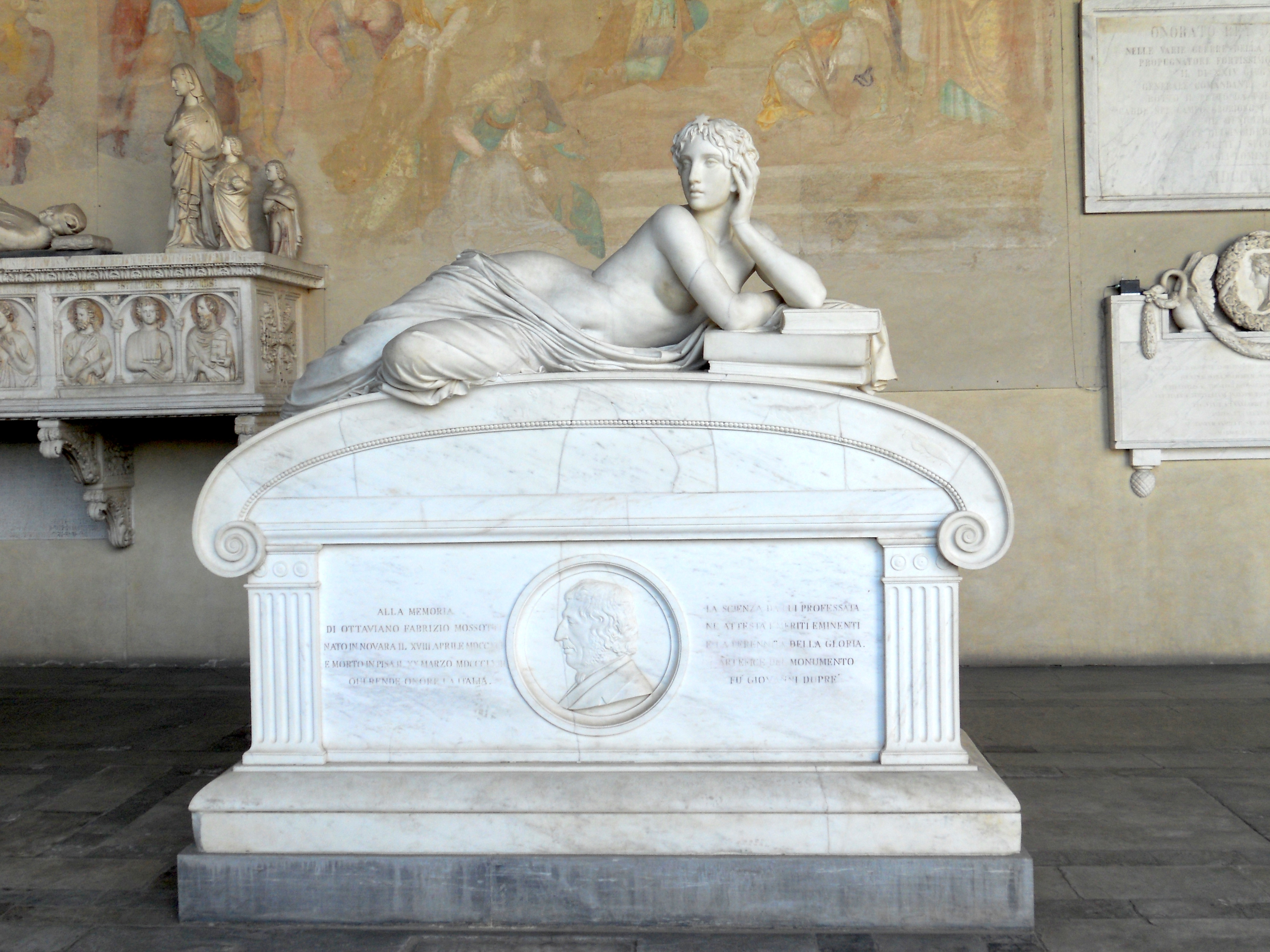
Tumba de Ottaviano Fabrizio Mossotti.
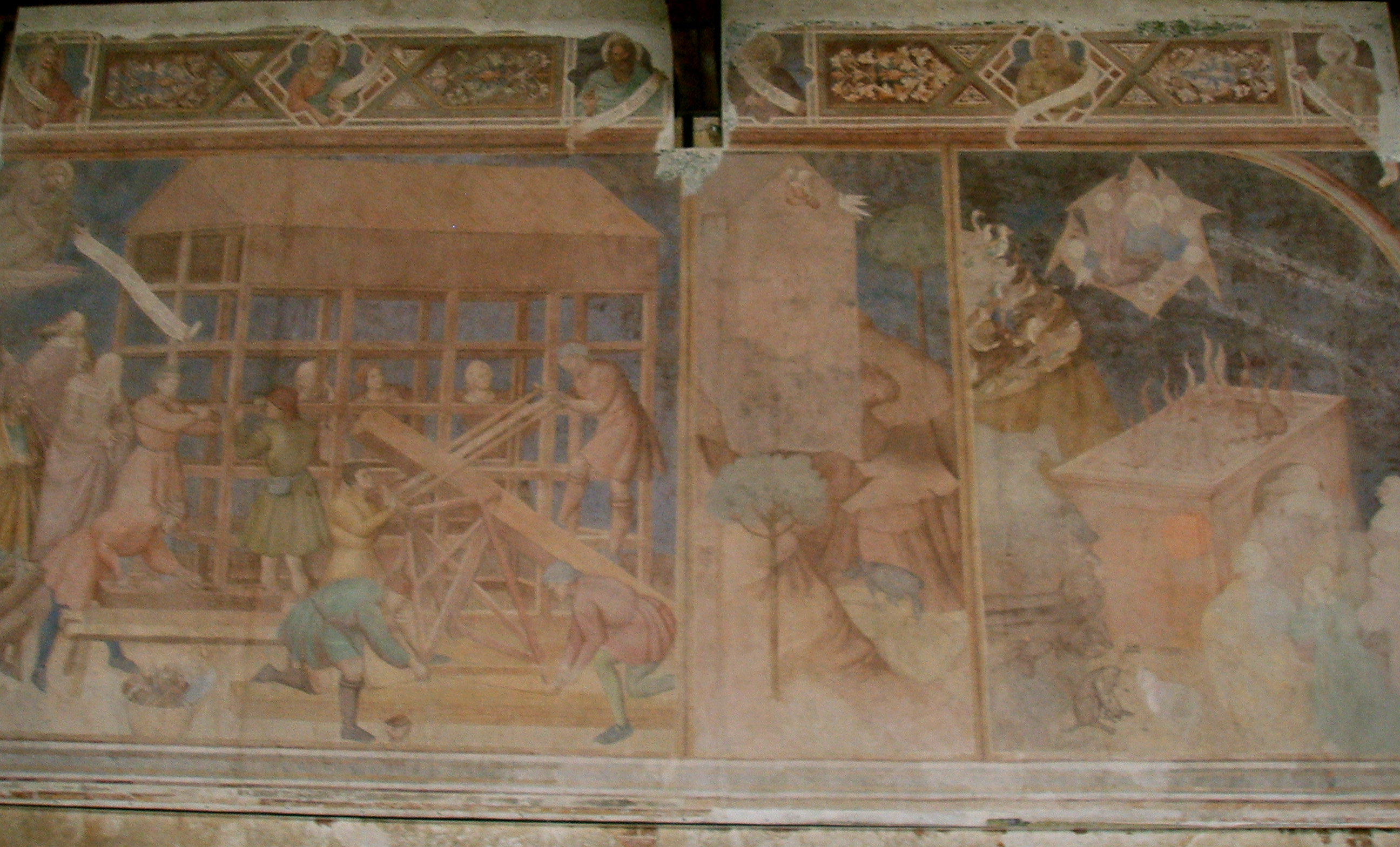
Piero di Puccio, Construcción del Arca de Noé.
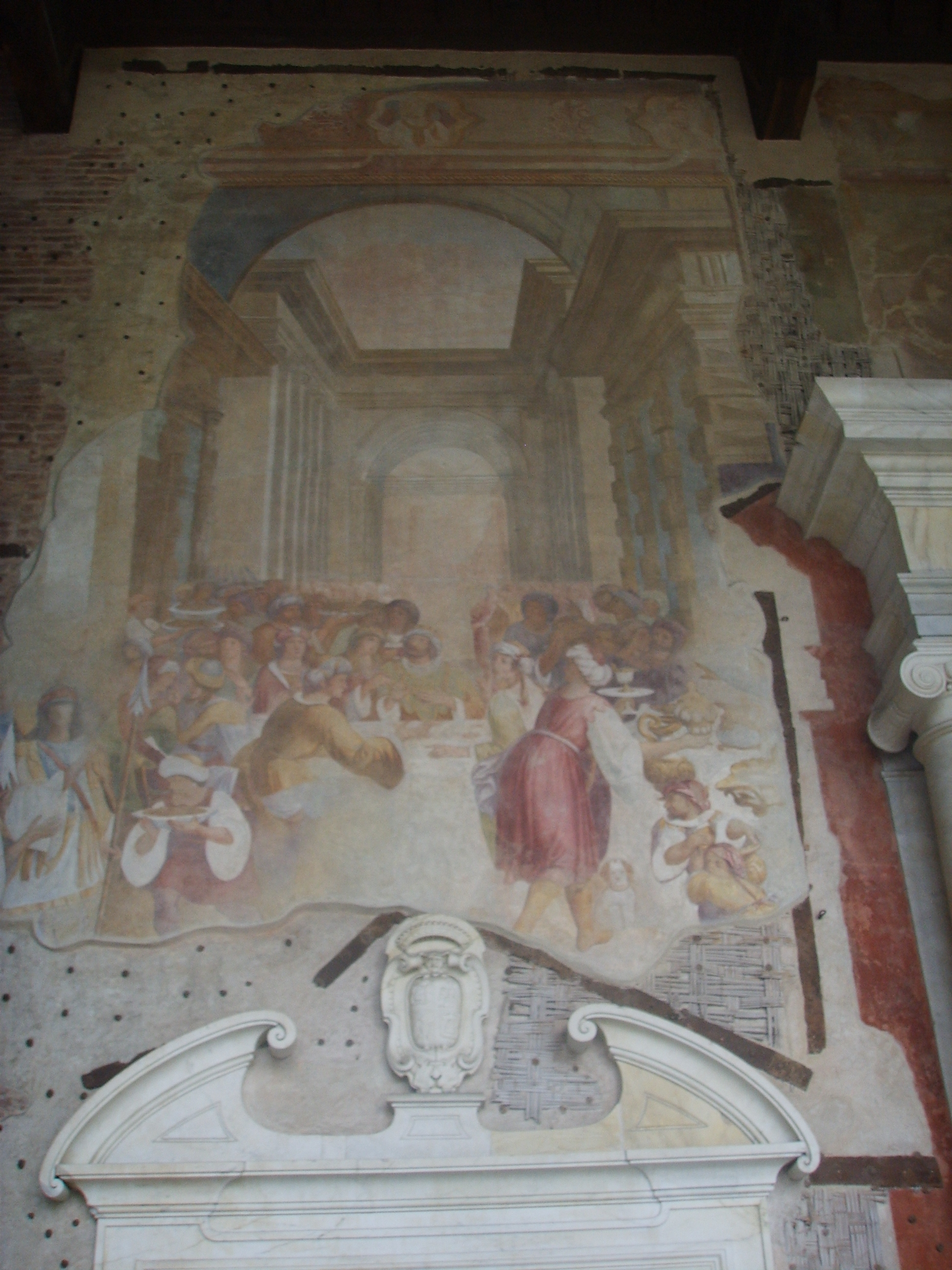
Fresco de Benozzo Gozzoli.
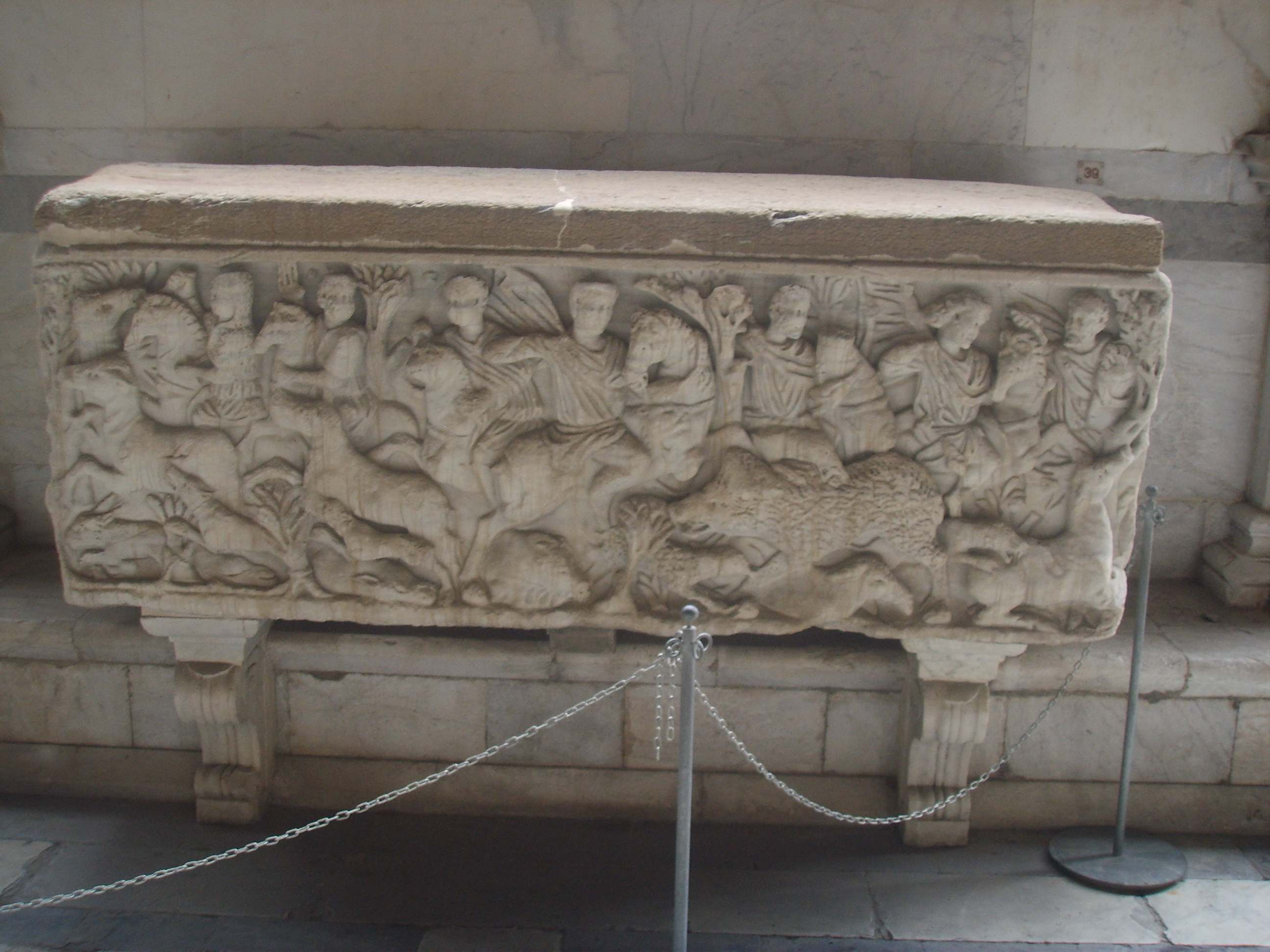
Sarcófago romano.
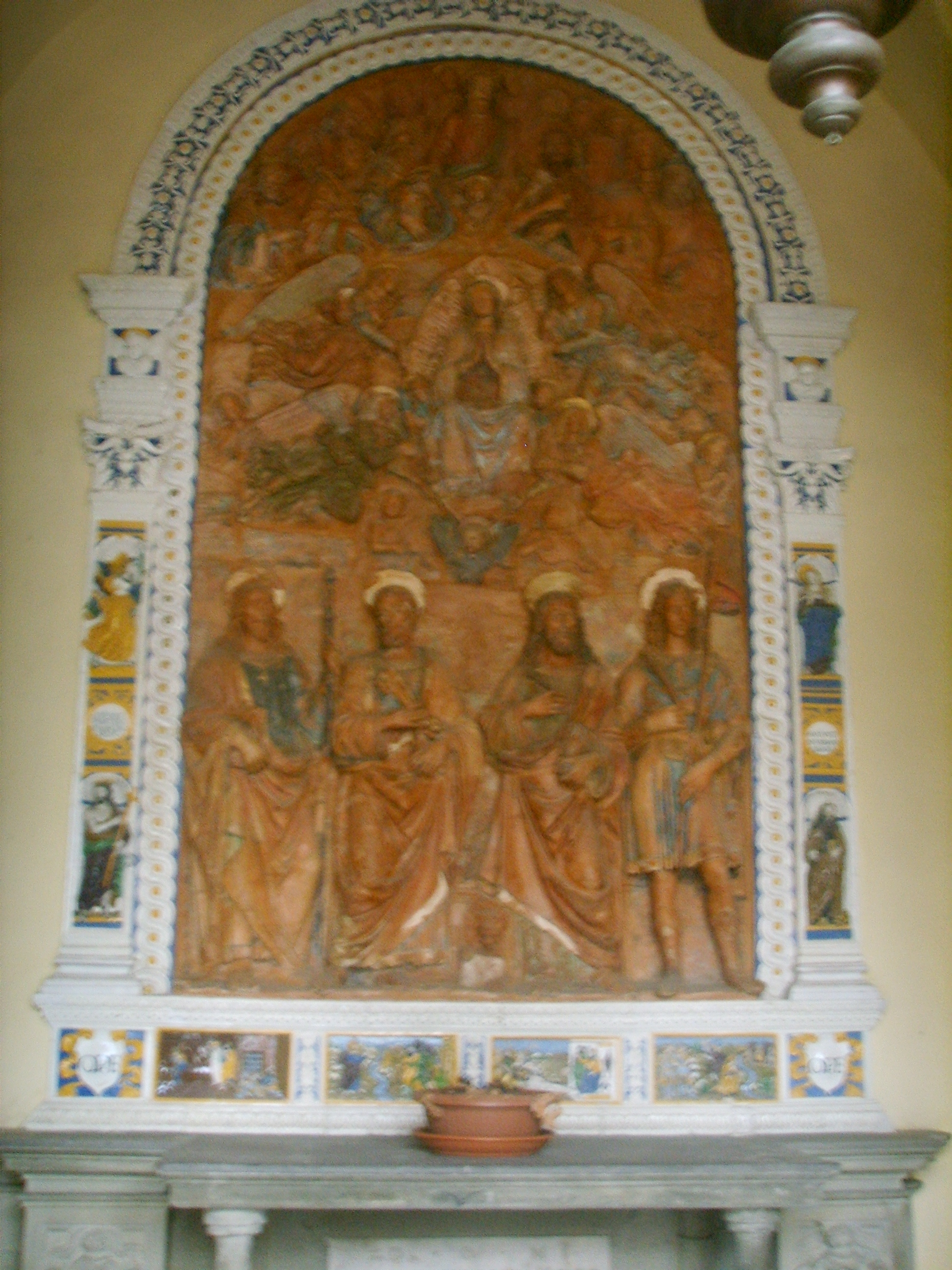
Capilla Aulla. Tabernáculo de Giovanni della Robbia.
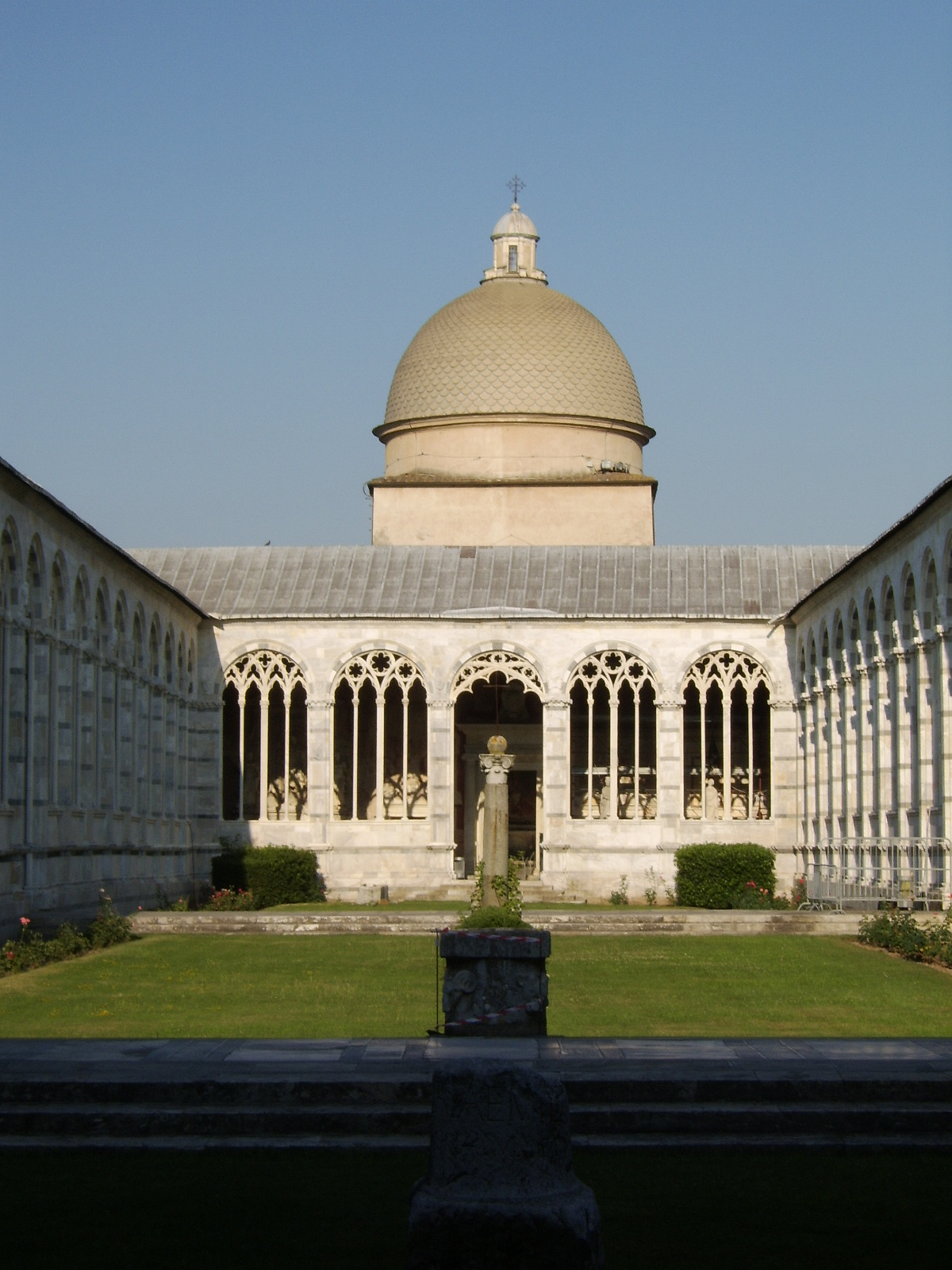
Imagen de la cúpula del camposanto.
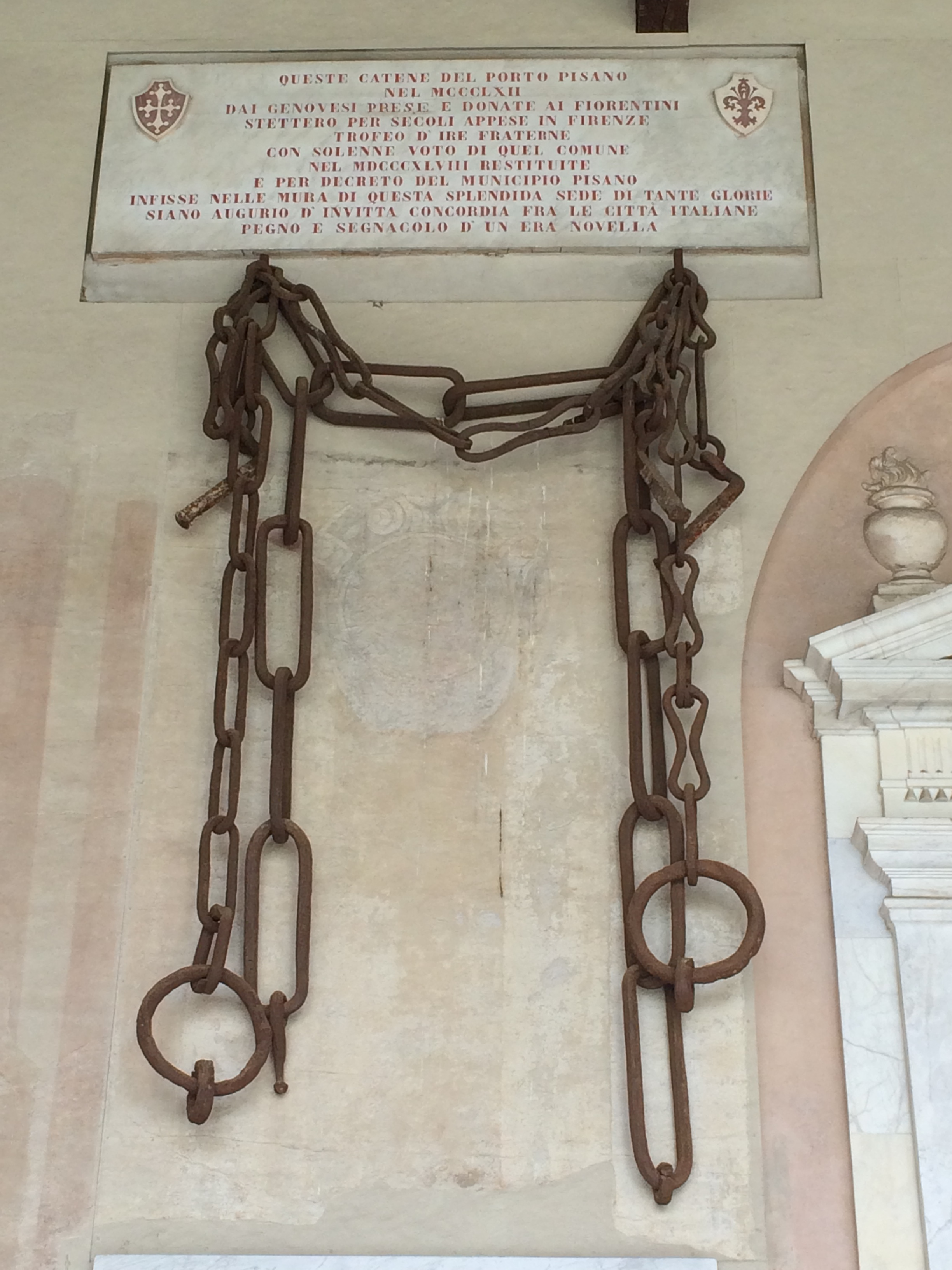
Cadenas del antiguo puerto de Pisa, capturadas por los genoveses.